# 文教大学付属幼稚園
文教大学付属幼稚園（ぶんきょうだいがくふぞくようちえん）は、東京都品川区旗の台にある私立幼稚園。文教大学の附属学校である。

## 沿革
- 1927年 - 立正幼稚園として品川区桐ケ谷の創立。
- 1929年 - 現在地（品川区旗の台）に移転
- 1944年 - 戦時下にて幼稚園閉鎖命令により立正幼稚園閉園。
- 1949年 - 立正幼稚園再開。
- 1992年 - 立正幼稚園を文教大学学園幼稚園に名称変更。
- 2005年 - 文教大学学園幼稚園を文教大学付属幼稚園に名称変更。

## 交通
- 東急大井町線・池上線旗の台駅 徒歩5分
- 東急大井町線荏原町駅徒歩4分
- 東急大井町線・都営地下鉄浅草線中延駅徒歩11分